# Stanisław Wajda (chemik)
Stanisław Marian Wajda (ur. 15 września 1920 we Lwowie, zm. 25 czerwca 1995) – polski chemik, profesor nauk chemicznych.

## Życiorys
W 1949 ukończył studia na Politechnice Śląskiej. Już od 1948 pracował jako asystent najpierw na Oddziale Farmaceutycznym przy Wydziale Lekarskim Uniwersytetu i Politechniki Wrocławskiej, a w 1950 na Wydziale Farmaceutycznym Akademii Medycznej we Wrocławiu. Od 1950 pracował na Uniwersytecie Wrocławskim, w Katedrze Chemii Nieorganicznej. Tam w 1960 obronił pracę doktorską Diamagnetyczne związki kompleksowe renu (IV) napisaną pod kierunkiem Bogusławy Jeżowskie-Trzebiatowskiej, w 1964 uzyskał stopień doktora habilitowanego na podstawie pracy Wymiana radioizotopowa Jako kryterium struktury kompleksów. Od 1969 pracował w nowo utworzonym Instytucie Chemii UWr., kierował w nim w latach 1971-1979 Zakładem Chemii Jądrowej, od 1971 do 1984 kierował zespołem zastosowań radioizotopów (od 1981 pod nazwą zespół chemii jądrowej). W latach 1974–1975 był prorektorem UWr., w latach 1975-1980 dziekanem Wydziału Matematyki, Fizyki i Chemii UWr.. W latach 1979–1983 kierował nowo utworzonym Zakładem Podstaw Chemii i Dydaktyki Chemii. W 1973 otrzymał tytuł profesora nadzwyczajnego, w 1979 tytuł profesora zwyczajnego.
Był członkiem Polskiego Towarzystwa Chemicznego (od 1962), członkiem założycielem Polskiego Towarzystwa Badań Radiacyjnych (w 1967), członkiem Wrocławskiego Towarzystwa Naukowego (od 1968).
W PRL został odznaczony Złotym Krzyżem Zasługi, Krzyżem Kawalerskim Orderu Odrodzenia Polski i Medalem Komisji Edukacji Narodowej, Medalem 10-lecia Polski Ludowej i medalem „Za udział w walkach o Berlin”.
Jest pochowany na Cmentarzu Świętej Rodziny we Wrocławiu

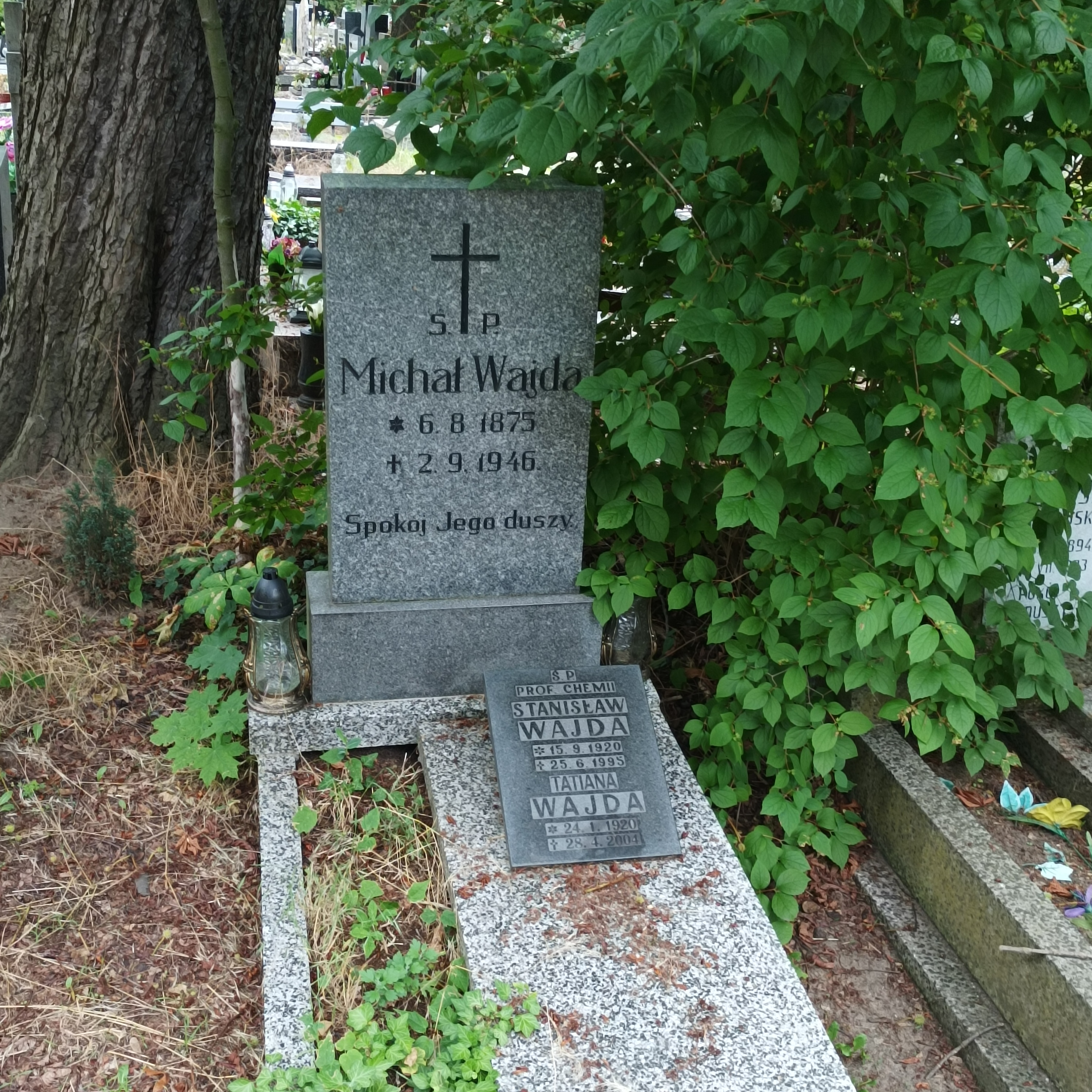
Grób prof. Stanisława Wajdy na Cmentarzu Świętej Rodziny we Wrocławiu